# Айбуртан
Айбурта́н — гірська вершина у північно-східній частині Великого Кавказу. Знаходиться на півночі Азербайджану.